# Arran

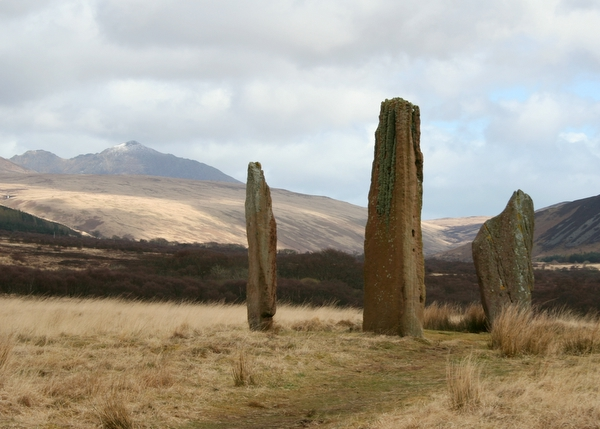
Kamienne kręgi Machrie Moor

Arran (gael. Eilean Arainn) – wyspa w zachodniej Szkocji, położona w zatoce Firth of Clyde. Jej powierzchnia wynosi 427 km², a liczba mieszkańców - 5058 (2001). Arran jest 7. co do wielkości szkocką wyspą i 9. w kolei z otaczających Wielką Brytanię (wyłączając Irlandię). Pod względem administracyjnym wyspa należy do jednostki North Ayrshire, a historycznie – do hrabstwa Buteshire.
Powierzchnia wyspy jest górzysta – najwyższy szczyt to Goat Fell – 874 m n.p.m. Rozwinięła się na niej turystyka. Główna miejscowość na wyspie to Brodick.
Wyspa Arran to jedna z najpiękniejszych i najsławniejszych miejsc w Szkocji, znajdująca się przy zachodnim wybrzeżu, pomiędzy regionami Ayrshire i Kintyre.
Arran to wyjątkowa wyspa, nazywana miniaturą Szkocji ze względu na niezwykła różnorodność terenu. Można tu znaleźć odpowiedniki  „Lowland”, „Highland” oraz wiele dolin zwanych „Glen”.
Na początku XIX wieku na Arran znajdowało się ponad 50 destylarni whisky. Większość z nich funkcjonowała nielegalnie i w ukryciu przed poborcami podatkowymi. Destylaty z tej wyspy w ówczesnych czasach były uznawane za jedne z najlepszych a jedyną konkurencję stanowiła dla nich whisky „Glen Livet”.

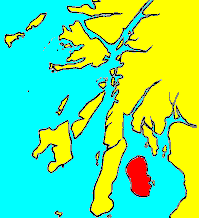
mapa zachodniego wybrzeża Szkocji z zaznaczoną wyspą Arran

## Historia
Na wyspie znajduje się wiele kamiennych kręgów datowanych na okres neolitu, wliczając słynne Machrie Moor oraz Giant's Graves wzniesione nad zatoką Whiting Bay. Jaskinia St. Molio's Cave posiada rzeźbienia naskalne, które są przykładami rzadkiego języka piktyjskiego. Obecnie wyspa określana jest mianem "raju dla geologów".
Mówi się, że na wyspie zatrzymali się św. Kolumba oraz św. Ninian. Arran było częścią średniowiecznego biskupstwa Sodor and Man. W jaskiniach poniżej Keil Point znajduje się płyta, która w przeszłości najprawdopodobniej służyła za ołtarz. Kamień ten posiada dwa petrosomatoglify, odciski prawej stopy, które przypisuje się świętemu Kolumbie.